# Brak (film)
Brak (uváděn také jako Tři v tom nebo Jehličí) je česká filmová černá komedie, kterou roce 2002 natočil jako režisérský debut Karel Spěváček.

## Děj
Tři nejlepší kamarádi, Petr, Honza a Karel, si užívají nepřítomnosti Honzových rodičů u něho doma. Hraje hlasitá hudba, kouří se jointy a pije se alkohol. V jednu chvíli padne nápad, že by si mohli zavolat prostitutku na zpříjemnění volného času. Vše jde hladce do doby, než se lehká děva předávkuje kokainem. Děj se začíná zamotávat poté, co se do bytu vetře poslíček s pizzou, přichází drsný pasák Iggy, či se v bytě objevuje Karlův dědeček. Další komplikace nastávají, když se tři kamarádi těla chtějí zbavit, nevědomky kradou auto celostátně hledanému vrahu a potkávají Karlovu přítelkyni Adélu.

## Obsazení
| Jan Plouhar       | Petr           |
| Vladimír Škultéty | Honza          |
| Ondřej Nosálek    | Karel          |
| Paula Wild        | Nicol          |
| Barbora Štěpánová | majitelka domu |
| Jiří Korn         | vrah           |
| Michal Viktořík   | Iggy           |
| Miroslav Moravec  | Fábio          |
| Hana Holišová     | Adéla          |
| Jakub Šafránek    | pizza poslíček |
| Rudolf Máhrla     | dědeček        |